# هانا مانچینی
هانا مانچینی (به انگلیسی: Hannah Mancini) (زاده ۲۲ ژانویه ۱۹۷۳) خواننده ، ترانه سرا آمریکایی مقیم اسلوونی است.
او در مسابقه آواز یوروویژن ۲۰۱۳ نماینده اسلوونی بود.